# 特里普拉土著進步地區聯盟
特里普拉土著進步地區聯盟（英語：Tipraha Indigenous Progressive Regional Alliance，簡稱TIPRA，又稱Tipra Motha）是印度特里普拉邦的政黨，創立者與現任領導人為特里普拉土邦末代國王之子普拉迪奥特·比克拉姆·馬尼卡亞·德巴瑪，主張在印度憲法的框架之下建立大提普蘭，提倡特里普拉民族主義，口號為「社群優先、政黨稍後」（Puila Jati, Ulo Party）。
2019年中普拉迪奥特·比克拉姆·馬尼卡亞·德巴瑪創建了特里普拉土著進步地區聯盟，宗旨為維護特里普拉邦本土居民的權益，2021年2月他宣布此組織為政黨，並將參加同年4月的特里普拉部落自治议会選舉（TTAADC）選舉，結果此政黨在選舉中拿下30席中的16席議員，其盟友特里普拉土著民族主義黨（INPT，不久後即併入特里普拉土著進步地區聯盟）則拿下兩席，終結了左翼陣線15年來在自治议会的多數地位。
2021年6月特里普拉土著民族主義黨與提普蘭國家黨一起併入特里普拉土著進步地區聯盟。